# Hans-Peter Walser

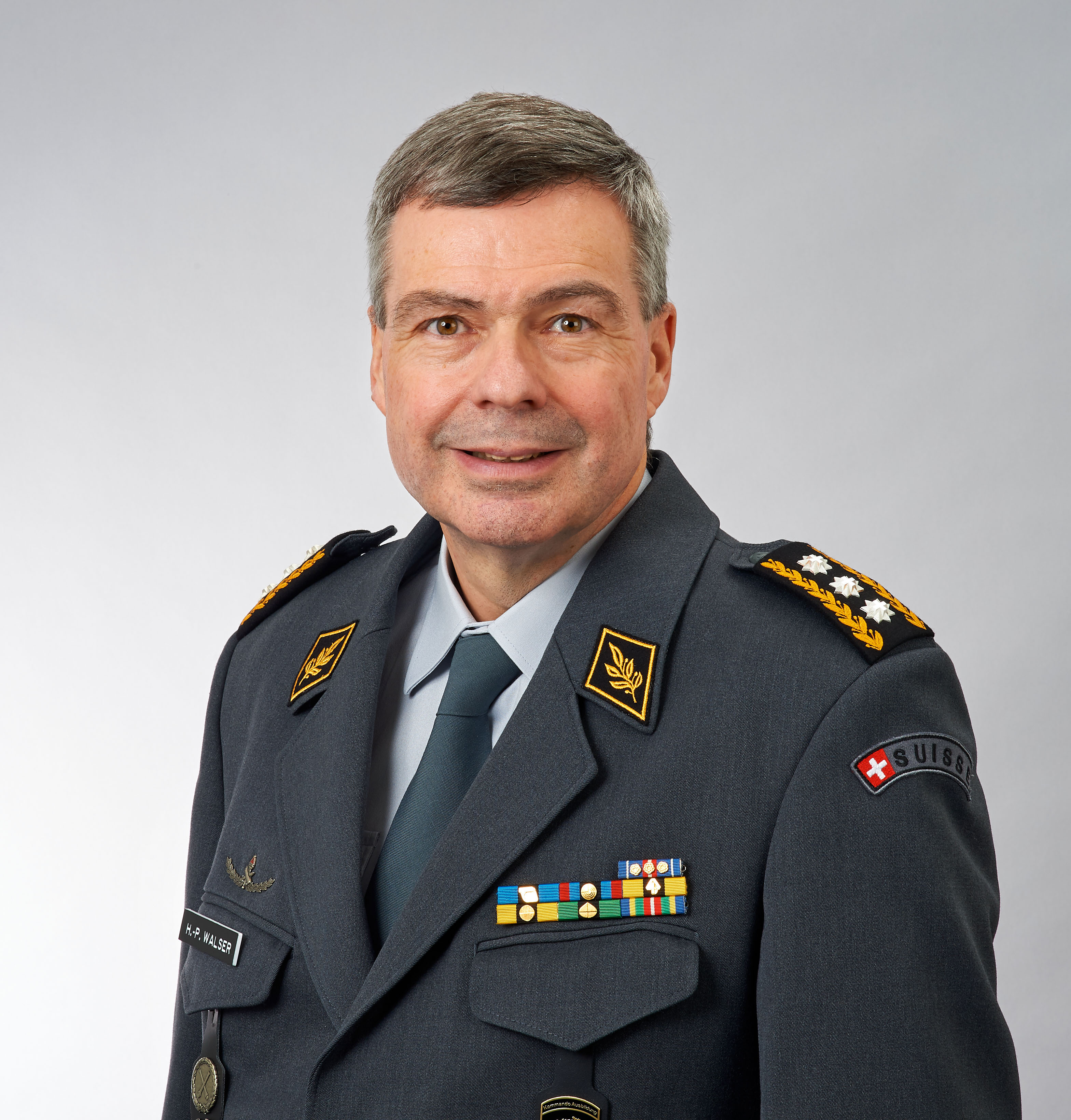
Hans-Peter Walser (2019)

Hans-Peter Walser (* 2. Januar 1964) ist ein Schweizer Berufsoffizier und Korpskommandant (KKdt). Er ist seit dem 1. Januar 2020 Chef Kommando Ausbildung und wurde vom Bundesrat zusätzlich zu seiner bisherigen Funktion per 1. Januar 2021 zum Stellvertretenden Chef der Armee ernannt.
KKdt Walser verantwortet die Grundbereitschaft und die Ausbildung der Schweizer Armee. Er untersteht direkt dem Chef der Armee und ist Mitglied der Armeeführung. KKdt Walser unterstehen das Kommando Ausbildungszentrum, das Personelle der Armee, das Ausbildungszentrum der Armee, die Fachstelle Frauen in der Armee und Diversity, sowie die Höhere Kaderausbildung der Armee und die folgenden Lehrverbände der Infanterie; der Panzer und Artillerie; der Genie, Rettung, ABC und KAMIR; der Führungsunterstützung und der Logistik, wobei ABC für Atomar, Biologisch und Chemisch und KAMIR für Kampfmittelbeseitigung und Minenräumung steht.

## Ausbildungen
- Studium der Rechtswissenschaften (lic. iur.) an der Universität Bern
- 2002–2003 Master of Science in National Resource Strategy, National Defense University, Washington, D.C.

## Laufbahn
Hans-Peter Walser studierte Rechtswissenschaften an der Universität Bern. Nach seinem Abschluss als lic. iur arbeitete er vier Jahre lang im Rechtsdienst des Bundesamtes für wirtschaftliche Landesversorgung. Im Jahr 1994 begann Hans-Peter Walser als Berufsoffizier im Instruktionskorps der Infanterie. Von Oktober 2010 bis Dezember 2012 war er stellvertretender Chef des Armeestabs und Chef Armeeplanung. Auf Anfang 2013 wurde er zum Chef Armeestab ernannt und gleichzeitig zum Divisionär befördert. Anfang 2016 übernahm er das Kommando der Territorialregion 2. Diese wurde im Rahmen der Weiterentwicklung der Armee (WEA) zur Territorialdivision 2 umstrukturiert. In der Folge bestätigte der Bundesrat Hans-Peter Walser per 1. Januar 2018 als Kommandanten der Territorialdivision 2. Auf den 1. Januar 2020 erfolgte seine Ernennung als Chef Ausbildung der Armee unter gleichzeitiger Beförderung zum Korpskommandanten. Zusätzlich zu seiner bisherigen Funktion wurde KKdt Walser per 1. Januar 2021 zum Stellvertretenden Chef der Armee berufen.
- 2020 Korpskommandant, Chef Kommando Ausbildung
- 2018 Divisionär, Kommandant Territorialdivision 2
- 2016 Divisionär, Kommandant Territorialregion 2
- 2013 Divisionär, Chef Armeestab
- 2010 Brigadier, Chef Armeeplanung / Stellvertretender Chef Armeestab
- 2008 Brigadier, Chef Personelles der Armee
- 2005 Oberst im Generalstab
- 2004 Oberstleutnant im Generalstab, Chef eines Armeestabsteil
- 2000 Oberstleutnant im Generalstab
- 1998 Major im Generalstab, Kommandant eines mechanisierten Füsilierbataillons
- 1997 Hauptmann im Generalstab, Generalstabsoffizier im Stab einer Felddivision
- 1993 Hauptmann, Kommandant einer Schweren Füsilierkompanie